# پیریک کروس (بازیکن فوتبال، زاده ۱۹۹۱)
پیریک کروس (انگلیسی: Pierrick Cros؛ زادهٔ ۲۳ ژوئن ۱۹۹۱) بازیکن فوتبال اهل فرانسه است.
از باشگاه‌هایی که در آن بازی کرده‌است می‌توان به باشگاه فوتبال سوشو و باشگاه فوتبال ستاره سرخ اشاره کرد.
وی همچنین در تیم‌های ملی فوتبال France national under-16 football team، زیر ۱۷ سال فرانسه، و زیر ۲۰ سال فرانسه بازی کرده‌است.